# Elżbieta (Krawczuk)
Elżbieta, imię świeckie Leoniła Krawczuk (ur. 28 maja 1964 w Strykach) – polska mniszka prawosławna, od 2011 r. przełożona monasteru Opieki Matki Bożej w Turkowicach.

## Życiorys
8 września 1987 r. wstąpiła do monasteru Świętych Marty i Marii na Grabarce. Postrzyżyny w riasofor przyjęła z rąk metropolity Bazylego.
Dekretem arcybiskupa lubelskiego i chełmskiego Abla, 21 września 2009 r. została p.o. przełożonej monasteru Opieki Matki Bożej w Turkowicach. 5 grudnia 2010 r. złożyła przed arcybiskupem Ablem śluby małej schimy z imieniem Elżbieta, ku czci św. Męczennicy Elżbiety Fiodorownej. Od 10 stycznia 2011 r. jest przełożoną turkowickiego monasteru.
25 kwietnia 2014 r. otrzymała godność ihumenii.